# Yang Yong-eun

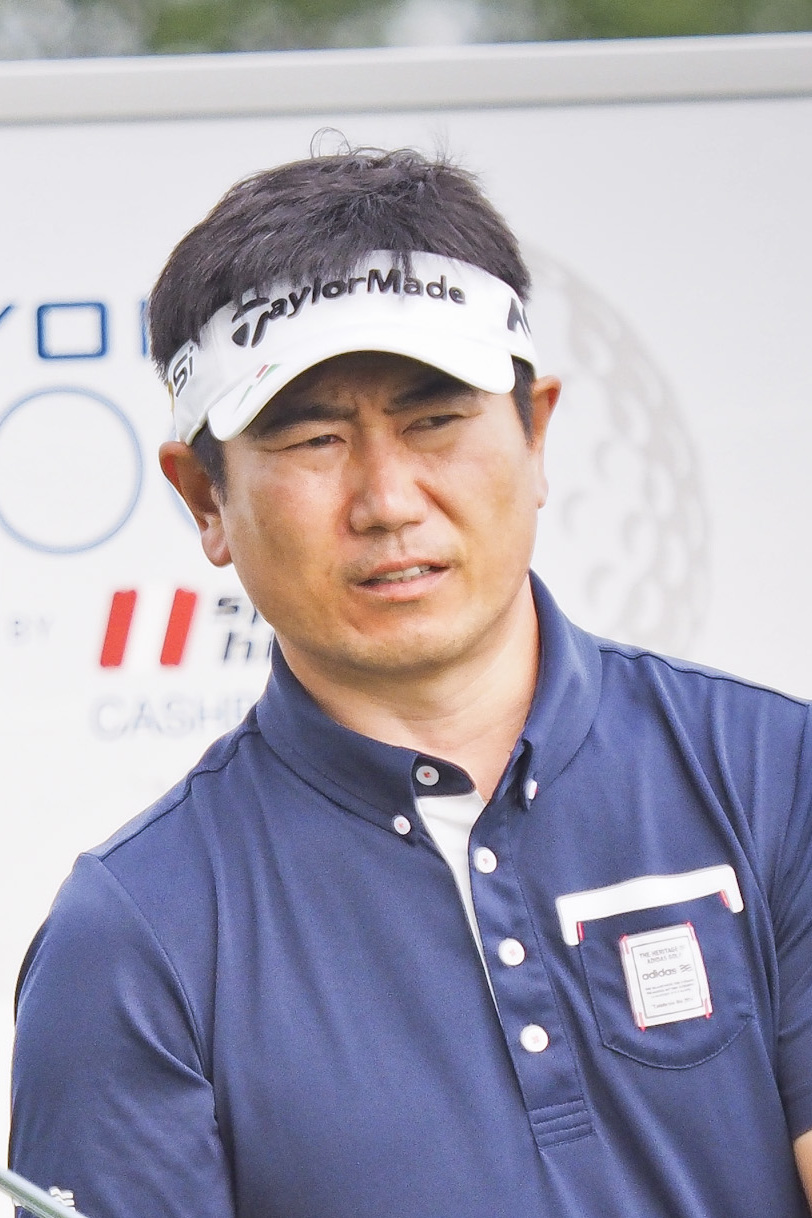
Yang Yong-eun

Yang Yong-eun (Jeju-do, 15 januari 1972) is een golfprofessional uit Zuid-Korea. Op de Europese Tour staat hij bekend als Y. E. Yang.
Yang maakte in 2009 geschiedenis toen hij als eerste Aziaat een van de Majors won. Hij won het Amerikaanse PGA Kampioenschap op de Hazeltine National Golf Club.
Yang groeide op Jeju-do op, een eiland gelegen in de Straat Korea. Hij is het vierde kind thuis, en begon pas op 19-jarige leeftijd met golf op een drivingrange waar hij ballenraper was. Op aanraden van zijn broer moest hij zelf ook eens proberen wat ballen te slaan. Nadat hij in militaire dienst was geweest, verhuisde hij naar Nieuw-Zeeland, waar hij een golfopleiding deed en in 1996 professional werd. Hij keerde terug naar Jeju en werd pro op de Jeju's Ora Country Club. Hij trouwde in 1999 en heeft drie zonen.

## Professional
Door het winnen van het Koreaans Open in 2006 mocht hij dat jaar in november het HSBC Champions Tournament spelen, een toernooi dat ook voor de Europese PGA Tour telde. Hij won het toernooi en Tiger Woods eindigde op de tweede plaats. Zijn overwinning bezorgde hem speelrecht voor de Europese Tour van 2007. Het bracht hem tevens naar de 40ste plaats van de Wereldranglijst.
In 2008 speelde hij vooral in de Verenigde Staten, nadat hij zijn kaart via de Tourschool had verdiend. Hij werd 157ste op de Order of Merit en moest op de Tourschool opnieuw zijn kaart halen. Hij won  de Honda Classic, en werd de tweede Koreaan die een overwinning op de Amerikaanse PGA Tour haalde. De eerste was K. J. Choi.
Op 16 augustus 2009 won Yang het 91ste PGA Championship, hoewel hij aan het begin van de laatste ronde twee slagen achter stond op de leider, Tiger Woods. Yang steeg door deze overwinning van plaats 110 naar plaats 34 op de Wereldranglijst.
In november 2009 speelt Yang de World Cup met Charlie Wi.

### Gewonnen

#### Europese Tour
- 2007: WGC - HSBC Champions
- 2009: PGA Championship
- 2010: Volvo China Open

#### Japanse Tour
- 2004: Sun Chlorella Classic, Asahi-Ryokuken Yomiuri Memorial
- 2005: Coca-Cola Tokai Classic
- 2006: Suntory Open
- 2009: PGA Championship

#### Aziatische Tour
- 2006: Kolon-Hana Bank Korea Open, HSBC Champions (telt ook voor de Australaziatische en Sunshine Tour)

#### OneAsia Tour
- 2010: Volvo China Open

#### Koreaanse Tour
- 2002: SBS Championship
- 2006: Kolon-Hana Bank Korea Open
- 2010: The 53th Korea Open

#### Amerikaanse Tour
- 2009: Honda Classic, PGA Championship

### Teams
- World Cup: 2009